# Alexanderhausklinik

Alexanderhaus um 1883

Die Alexanderhausklinik war eine Klinik im Luftkurort Davos im Schweizer Kanton Graubünden. Benannt war es nach dem badischen Arzt Alexander Spengler, der 1882 zu den Mitbegründern des damaligen Kur- und Diakonissenhauses gehörte.
Zu Beginn des 20. Jahrhunderts behandelte die Klinik die Tuberkulose mit so genannten „Luftkuren“. Die Klinik war zuletzt auf Neurodermitis und Schuppenflechte spezialisiert. Diese Patientengruppe überwog deutlich die der reinen Asthmatiker und Allergiker. Es wurden umfangreiche Behandlungsmethoden angeboten, ergänzt durch Sport, psychologische Betreuung, Wanderungen (Tagesausflüge) und allergenarme Kost. Sie war eine der letzten sogenannten „deutschen Sanatorien/Krankenhäuser“ in Davos. Die Patienten waren aus Deutschland zur Therapie im Hochgebirge.
Gründe für die Wirksamkeit waren unter anderem das Fehlen von Hausstaubmilben und anderer Allergene in so großer Höhe, die intensive UV-Strahlung, gleichmäßigere Temperaturverhältnisse sowie sauerstoffärmere und damit die Bildung roter Blutkörperchen begünstigende Luft. Die Medikamentierung und Abrechnung unterlag für die Patienten vollständig deutschem Recht. Nach einer über einhundertjährigen Geschichte ging die Klinik am 29. November 2004 Konkurs. Die Patienten und kleine Teile des Personals wurden durch die Deutsche Hochgebirgsklinik Davos Wolfgang übernommen. 
Ende 2006 wurde das Klinikgebäude inklusive Nebengebäuden (z. B. angebaute Kapelle) und sämtlichem Inventar (inkl. Sporthalle, Schwimmbad, Sauna usw.) von der Schweizer Immobilienfirma SPI Real Estate AG mit Sitz in Sarnen gekauft.
Die Gebäude wurden als «Grand Hotel Alexander» umgenutzt und 2017 zum ersten «Hard Rock Hotel» in Davos.